# Heinrich Braun (chirurgien)
Pour les articles homonymes, voir Braun et Heinrich Braun.
Heinrich Braun est un chirurgien allemand, né en 1862 et mort en 1934, surtout connu pour ses contributions dans le domaine de l'anesthésie locale.

## Carrière
Heinrich Friedrich Wilhelm Braun est né le 1er janvier 1862 à Rawitsch, dans la province de Posnanie. Après une scolarité à l'école de la Croix (de) (Kreuzschule) et au lycée Vitzthum de Dresde, il obtient son  Abitur  en 1881. Il poursuit des études de médecine à Strasbourg, à Greifswald et enfin à Leipzig où, le 30 décembre 1887, il soutient avec succès sa thèse de doctorat sur une affection de la moelle épinière et des nerfs périphériques. L'année suivante, il est nommé assistant à la clinique chirurgicale de l'université de Halle, poste qu'il occupe pendant trois ans. Il ouvre une petite clinique privée à Leipzig en 1891, puis une deuxième en 1894, année où il obtient son habilitation. En 1899, il est nommé conseiller principal du nouvel hôpital des diaconesses (de) de Leipzig. En 1905, il devient professeur agrégé de chirurgie de l'université de Leipzig et, l'année suivante, chirurgien en chef et directeur médical de l'hôpital royal de Saxe, à Zwickau, devenu hôpital d'État en 1918. Il conservera ces fonctions jusqu'à sa retraite.
En 1921, on inaugure dans le faubourg industriel de Marienthal un hôpital d'un genre nouveau, construit sur les plans et selon les recommandations de Braun et dont les bâtiments sont dispersés sur une grande étendue d'espaces verts. Cette architecture d'avant-garde, bientôt qualifiée de « style pavillonnaire de Zwickau », servira de modèle à nombre d'autres bâtiments hospitaliers pendant des décennies, en Allemagne et au-delà.
La même année 1921, le médecin Gustav Boeters (de), partisan de la stérilisation eugénique, persuade Braun d'opérer illégalement, dans le but de forcer l'obtention d'une législation favorable. Le chirurgien effectue quatre premières interventions, trois sur des hommes, une sur une femme.
Braun a pris sa retraite le 30 mars 1928. Il est mort à Überlingen, au pays de Bade, le 26 avril 1934.

## Œuvre

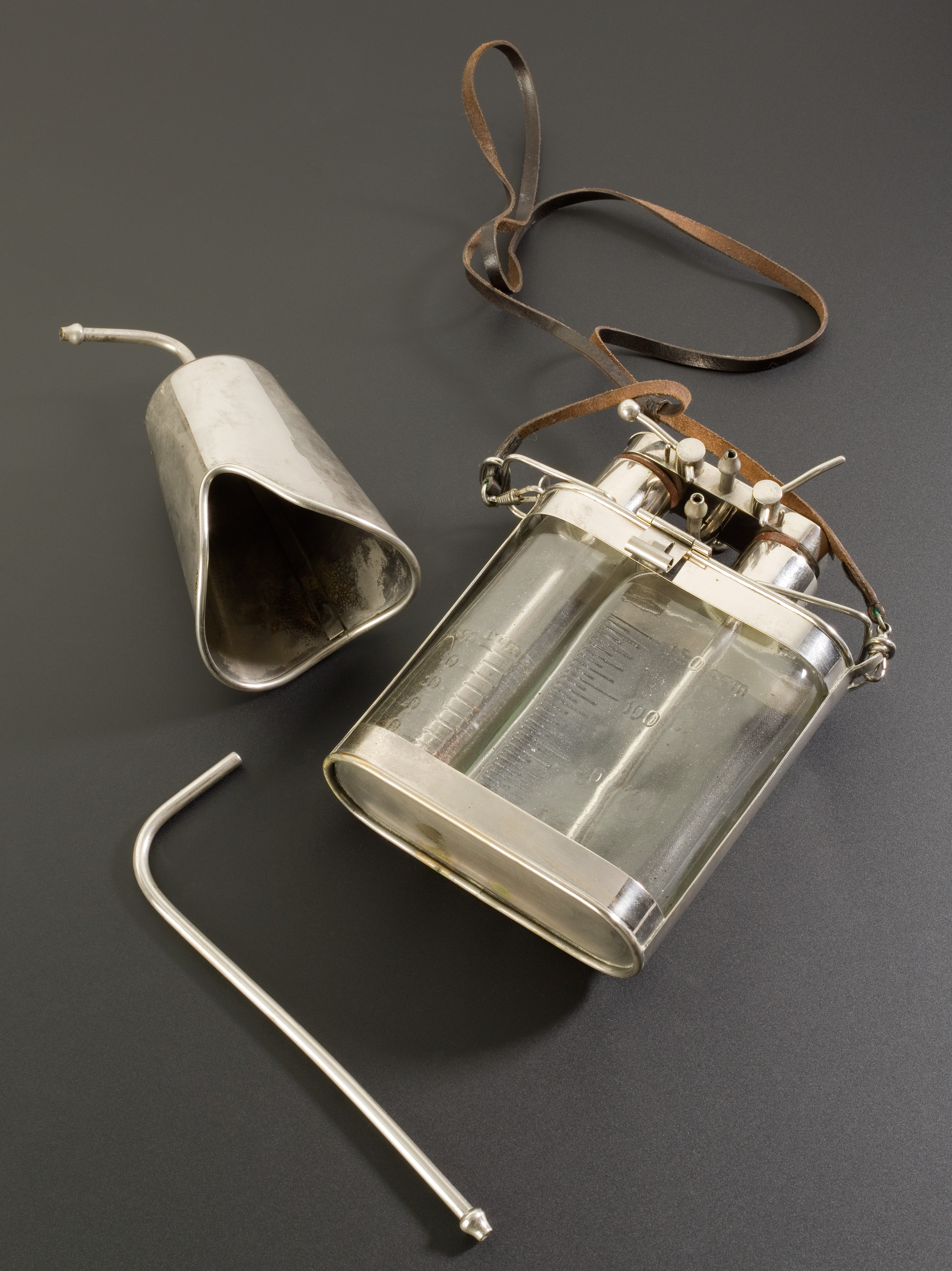
Inhalateur de Braun

En chirurgie, Braun a introduit plusieurs innovations, parmi lesquelles il faut noter d'importantes améliorations dans le traitement des plaies ouvertes et l'invention d'une attelle à suspension à laquelle il a laissé son nom.
Braun a surtout contribué au développement de l'anesthésie, tant générale que  locale et régionale. En 1901, il a conçu un appareil d'anesthésie générale à mélange d'éther et de chloroforme. En 1903, il a amélioré l'hémostase par adjonction d'un agent vasoconstricteur, l'adrénaline, aux anesthésiques locaux. En 1905, avec son élève Arthur Läwen (de), il a mis au point la Novocaïne,  anesthésique de synthèse dérivé de la cocaïne, découvert par Einhorn et resté en usage jusqu'à nos jours. Il a préconisé l'adjonction d'éphédrine aux anesthésiques locaux dans leur emploi par injection péridurale, méthode qu'il a développée en collaboration avec le pharmacologue Oskar Gross.
À partir de 1912, avec les chirurgiens Hermann Kümmell (de), de Hambourg, et August Bier (de), de Berlin, il a mis au point un ensemble de techniques opératoires sur lesquelles il a publié un manuel qui est resté, pendant plusieurs décennies, l'ouvrage de référence dans son domaine.

## Publications

### En revue
- 1890 : « Über eine besondere Form der Finger- und griffelförmigen Exostosen », Deutsche Zeitschrift für Chirurgie, vol. 30, no 3, janvier, pp. 199-203.
- 1894 : « Untersuchungen über den Bau der Synovialmembranen und Gelenkknorpel, sowie über die Resorption flüssiger und fester Körper aus den Gelenkhöhlen », Deutsche Zeitschr. f. Chirurgie, vol. 39, no 1-2, septembre, pp. 35-86.
- 1898 : « Zur Exarticulation im Hüftgelenk », Deutsche Zeitschr. f. Chirurgie, vol. 47, no 5-6, mars, pp. 421-434.
- 1898 : « Ueber die Erfolge der operativen Behandlung der traumatischen Jackson'schen Epilepsie », Deutsche Zeitschr. f. Chirurgie, vol. 48, no 2-3, mai, pp. 223-306.
- 1899 : « Ueber ausgedehnte Blutextravasate am Kopfe, Halse, Nacken und linken Arme, infolge von Compression des Unterleibes », Deutsche Zeitschr. f. Chirurgie, vol. 51, no 5-6, mai, pp. 599-604.
- 1900 : « Stauungsblutungen nach Rumpfkompression », Deutsche Zeitschr. f. Chirurgie, vol. 56, no 1-2, , pp. 183-189.
- 1904 : « Weiterer Beitrag zur Kenntnis der Stauungsblutungen nach Rumpfkompression », Deutsche Zeitschr. f. Chirurgie, vol. 74, no 5-6.
- 1905 : (de) Heinrich Braun, « Ueber einige neue örtliche Anaesthetica (Stovain, Alypin, Novocain) » [« Sur quelques nouveaux anesthésiques locaux (Stovaïne, Alypine, Novocaïne) »], Deutsche Medizinische Wochenschrift, vol. 31,‎ 1905, p. 1667-1671.
- 1909 : « Über entzündliche Geschwülste am Darm », Deutsche Zeitschr. f. Chirurgie, vol. 100, no 1, , pp. 1-12.
- 1909 : « Otitis media als Frühsymptom und Teilerscheinung von Allgemeininfekten », Zeitschrift für Ohren, vol. 49, pp. 45.
- 1911 : « Die Darstellung des Nierenbeckens und Ureters im Röntgenbilde nach Sauerstoffüllung », avec Alexander von Lichtenberg (de) et Hans Dietlen, Münchener medizinische Wochenschrift, vol. 58.
- 1916 : « Ueber die Bleiplattennaht beim Bauschnitt », Beiträge zur klinischen Chirurgie : Kriegschirurgie, vol. 100, no 4, pp. 420-426.
- 1924 : « Die künstliche Sterilisierung Schwachsinniger », Zentralblatt für Chirurgie, vol. 51, no 3, , pp. 104-106.
- 1928 : « Zur Geschichte der örtlichen Betäubung », Der Chirurg, vol. 10, pp. 462-466.

### En volume
- 1907 : Die Lokalanästhesie : Ihre wissenschaftlichen Grundlagen und praktische Anwendung, Leipzig, Johann Ambrosius Barth ; traduction anglaise : Local Anesthesia : Its Scientific Basis and Practical Use, Percy Shields (trad. et éd.), Lea & Febiger, Philadelphie et New York, 1914. (Texte intégral. Consulté le 7 mars 2013.)
- 1912 : Chirurgische Operationslehre, Leipzig, Verlag von J. A. Barth, avec Auguste Bier et Hermann Kümmel.
- 1921 : Die örtliche Betäubung, ihre wissenschaftlichen Grundlagen und praktische Anwendung : Ein Hand- und Lehrbuch, Leipzig, J. A. Barth ; 7e édit., 1925.

## Récompenses, distinctions et hommages

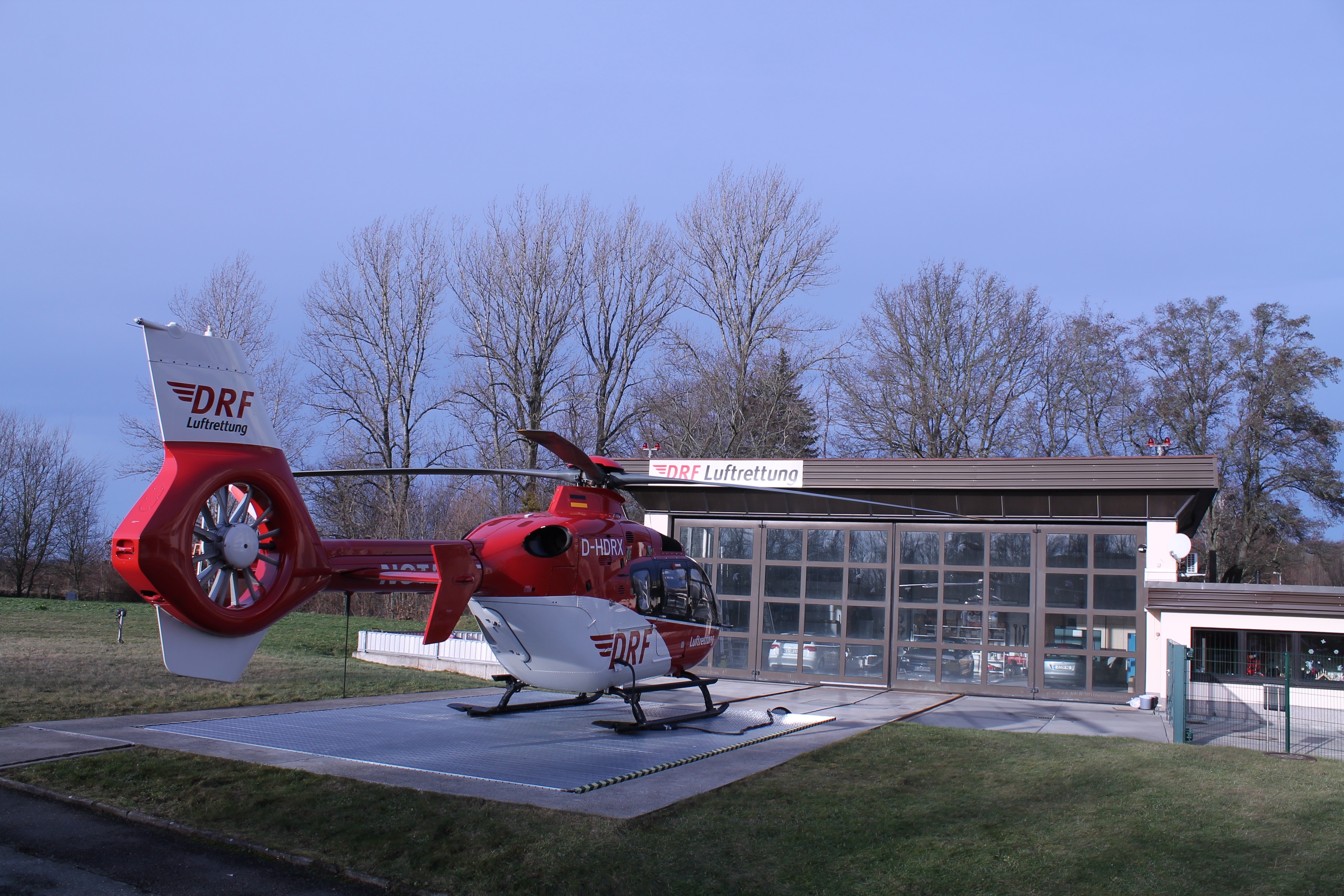
Hélicoptère de sauvetage
à la caserne de l'hôpital Heinrich-Braun

- 1908-1927 : Assure la présidence de l'Association médicale de Zwickau
- 1915 : Reçoit la médaille Kussmaul, de l'université de Heidelberg
- 1923 : Est créé docteur honoris causa de l'université de Marbourg
- 1923-24 : Assure la présidence de la Société allemande de chirurgie (de)
- 1926 : Est fait citoyen d'honneur de la ville de Zwickau
- 1934 : L'hôpital de Zwickau est rebaptisé hôpital Heinrich-Braun (de)